# Nataniela De Micheli
Nataniela De Micheli (Colico, 15 novembre 1935 – Milano, 13 settembre 1969) è stata un'attrice teatrale e personaggio televisivo italiana.

## Biografia
Studentessa del Liceo Artistico di Brera, venne scoperta dal regista Alessandro Brissoni, che la diresse in alcuni spettacoli televisivi sperimentali negli studi Rai di Milano. Successivamente fu una delle prime annunciatrici della televisione italiana sempre dalla sede Rai di Milano, ruolo dal quale si dimise nel 1957 non avendo ottenuto un regolare contratto di lavoro.
Dopo la separazione dal marito, l'avvocato e consulente del Milan Armando Radice, negli anni sessanta riprese a lavorare nel mondo dello spettacolo in alcuni ruoli di secondo piano.
Si tolse la vita nel 1969 all'età di 33 anni, gettandosi dall'ultimo piano dello stabile dove abitava.

## Filmografia parziale
- Giallo di sera, regia di Guglielmo Morandi – miniserie TV (1971)